# Seznam obcí v kantonu Schaffhausen

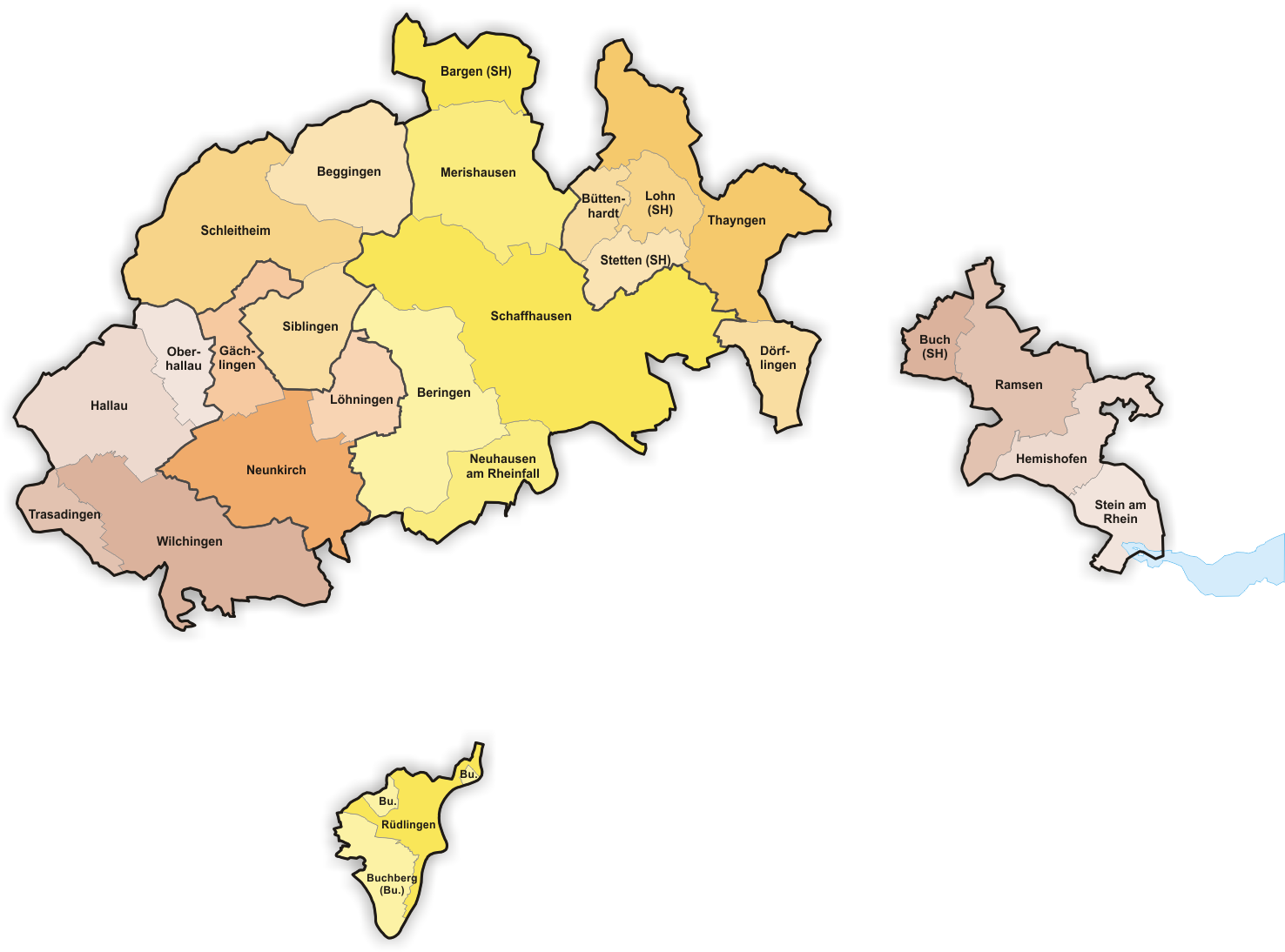
Mapa obcí kantonu Schaffhausen (stav 2013)

Kanton Schaffhausen zahrnuje 26 politických obcí zvaných Einwohnergemeinden. Hlavním městem je Schaffhausen. Okresy jako správní úroveň v tomto kantonu již neexistují; historicky se kanton Schaffhausen členil na 6 okresů. Okresní správy byly zrušeny v roce 1999, samotné okresy však zůstaly statistickými jednotkami.
| Znak                   | Název obce             | Počet obyvatel (31. 12. 2020) | Rozloha (km²) | Hustota zalidnění (obyv./km²) | Okres         |
| ---------------------- | ---------------------- | ----------------------------- | ------------- | ----------------------------- | ------------- |
| Bargen                 | Bargen                 | 320                           | 8,27          | 39                            | Schaffhausen  |
| Beggingen              | Beggingen              | 469                           | 12,58         | 37                            | Schleitheim   |
| Beringen               | Beringen               | 5044                          | 18,68         | 270                           | Schaffhausen  |
| Buch                   | Buch                   | 323                           | 3,80          | 85                            | Stein         |
| Buchberg               | Buchberg               | 867                           | 5,86          | 148                           | Schaffhausen  |
| Büttenhardt            | Büttenhardt            | 437                           | 4,00          | 109                           | Reiat         |
| Dörflingen             | Dörflingen             | 1010                          | 5,82          | 174                           | Reiat         |
| Gächlingen             | Gächlingen             | 903                           | 7,13          | 127                           | Oberklettgau  |
| Hallau                 | Hallau                 | 2180                          | 15,32         | 142                           | Unterklettgau |
| Hemishofen             | Hemishofen             | 471                           | 7,89          | 60                            | Stein         |
| Lohn                   | Lohn                   | 745                           | 4,87          | 153                           | Reiat         |
| Löhningen              | Löhningen              | 1498                          | 6,83          | 219                           | Oberklettgau  |
| Merishausen            | Merishausen            | 877                           | 17,56         | 50                            | Schaffhausen  |
| Neuhausen am Rheinfall | Neuhausen am Rheinfall | 10 467                        | 8,00          | 1308                          | Schaffhausen  |
| Neunkirch              | Neunkirch              | 2404                          | 17,92         | 134                           | Oberklettgau  |
| Oberhallau             | Oberhallau             | 447                           | 6,05          | 74                            | Unterklettgau |
| Ramsen                 | Ramsen                 | 1465                          | 13,50         | 109                           | Stein         |
| Rüdlingen              | Rüdlingen              | 803                           | 5,51          | 146                           | Schaffhausen  |
| Schaffhausen           | Schaffhausen           | 36 952                        | 41,85         | 883                           | Schaffhausen  |
| Schleitheim            | Schleitheim            | 1668                          | 21,63         | 77                            | Schleitheim   |
| Siblingen              | Siblingen              | 874                           | 9,42          | 93                            | Schleitheim   |
| Stein am Rhein         | Stein am Rhein         | 3561                          | 5,78          | 616                           | Stein         |
| Stetten                | Stetten                | 1374                          | 4,72          | 291                           | Reiat         |
| Thayngen               | Thayngen               | 5608                          | 19,92         | 282                           | Reiat         |
| Trasadingen            | Trasadingen            | 613                           | 4,14          | 148                           | Unterklettgau |
| Wilchingen             | Wilchingen             | 1727                          | 21,10         | 82                            | Unterklettgau |
| Celkem (26)            | Celkem (26)            | 83 107                        | 298,42        | 278                           |               |